# Virginia Slims of Boston 1976
Il Virginia Slims of Boston 1976 è stato un torneo di tennis giocato sul cemento indoor. 
È stata la 4ª edizione del torneo, che fa parte del WTA Tour 1976. Si è giocato a Boston negli USA dal 22 al 28 marzo 1976.

## Campionesse

### Singolare
Evonne Goolagong Cawley ha battuto in finale  Virginia Wade con il punteggio di 6–2, 6–0

### Doppio
Mona Schallau /  Ann Kiyomura hanno battuto in finale  Rosemary Casals /  Françoise Dürr con il punteggio di 3–6, 6–1, 7–5